# 蕾切尔·尼科尔
蕾切尔·尼科尔（英語：Rachel Nicol，1993年2月16日—）生于加拿大薩克其萬省里贾纳，是一名女子游泳运动员，主攻蛙泳，曾就读于美国的南方卫理公会大学。她的父亲Chris和两个哥哥Jeffrey和Alastair同样从事竞技游泳，母亲则曾在游泳俱乐部担任过主席。由于父亲是苏格兰人，她拥有英国和加拿大的双重国籍。